# Cornelis de Jonge van Ellemeet
Cornelis de Jonge van Ellemeet (Brielle, 6 mei 1646 - Den Haag, 12 maart 1721), was ontvanger-generaal van de Republiek der Zeven Verenigde Nederlanden, pensionaris van Rotterdam en Den Briel.
De Jonge was een zoon van mr. Jacob de Jonge van Ellemeet (1610-1650) en Magdalena Briels (1617-1685). Het geslacht De Jonge is een Zeeuwse regentenfamilie, die groot werd in de lakenhandel. Na het overlijden van zijn vader erfde hij de heerlijkheden Ellemeet en een deel van Elkerzee. Hij kocht in 1691 de heerlijkheden Schipluiden, Hodenpijl en Sint Maartensregt, waar hij tot zijn overlijden heer was.
In 1662 werd De Jonge ingeschreven als student filosofie te Leiden. In de jaren 1666-1667 maakte hij een grand tour, onder andere naar Frankrijk en Engeland. Hij werd in 1668 tot leenman van Voorne benoemd. Hij was heemraad van Voorne (1674), pensionaris van Den Briel, (1671-1674) en Rotterdam (1707-1721). Op aanbeveling van de Staten van Holland werd hij op 10 juli 1674 benoemd tot ontvanger-generaal der Verenigde Nederlanden (1674-1707). Hij bezat een buitenplaats in Rijswijk. Op zijn landgoed Duinrell in Wassenaer liet hij in 1682 door hofarchitect Jacobus Roman een nieuw huis bouwen. In Rotterdam bouwde Roman in 1705 voor hem aan de Boompjes (No.77) een huis volgens het ontwerp van de schilder-architect Adriaen van der Werff. De bouwkosten bedroegen 128.000 gulden.
De Jonge trouwde 31 december 1679 met Maria Oyens (1647-1732), met wie hij negen kinderen kreeg.
- Biografisch Portaal: 48031836
- Digitale Bibliotheek voor de Nederlandse Letteren: jong171
- International Standard Name Identifier: 0000 0003 8959 0846
- Nederlandse Thesaurus van Auteursnamen: 070595410
- Virtual International Authority File: 283008495
- WorldCat: E39PBJpymDkGKc7ck9b386v4MP